# Deûle à Lille
La Deûle à Lille, au cœur de la ville depuis le Moyen-Âge avec ses ports et son réseau de canaux, s’est progressivement éloignée à la périphérie sud-ouest avec la création en 1751, à l'ouest du réseau de canaux intérieurs, de la Moyenne Deûle puis sa fermeture à la navigation lors de l’ouverture du canal à grand gabarit derrière la Citadelle en 1977. L’eau a disparu du centre depuis  la couverture ou le comblement, du milieu du XIXe siècle au début XXe siècle, des canaux intérieurs devenus insalubres. L’activité économique fluviale s’est progressivement déplacée dans la même direction  avec la disparition dès le Moyen Âge du port intérieur ouvert en 1271 entre la place Rihour et la rue de Paris, puis la création dans les années 1860, en remplacement  des ports du Wault et de la Basse Deûle, du port Vauban auquel a succédé, après sa fermeture en 1983, le port  fluvial, troisième de France par son importance après ceux de Strasbourg et de Paris, dans le quartier des Bois-Blancs.

## Site

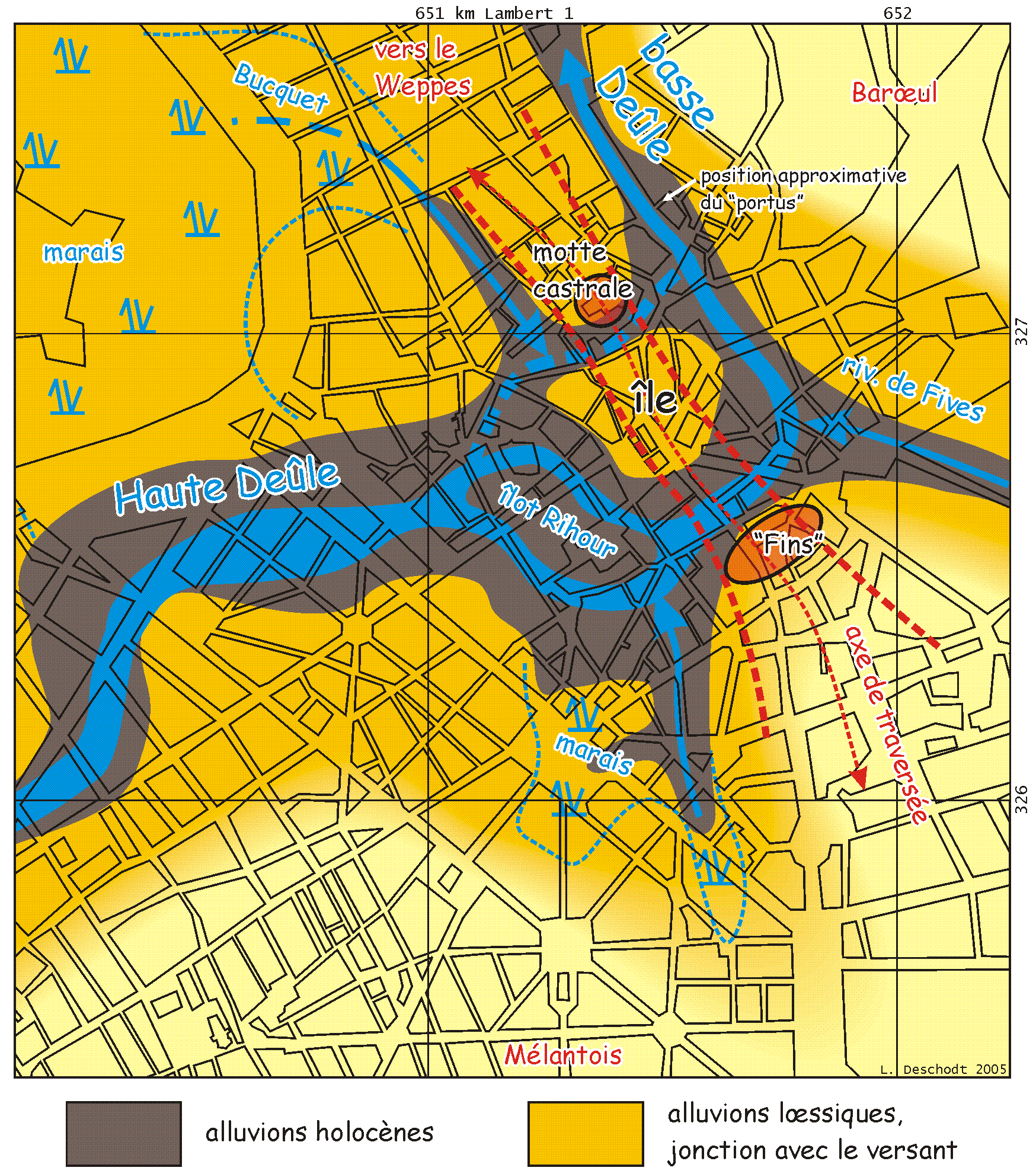
Site originel de Lille représenté par Laurent Deschodt

La ville s’est développée au Moyen-Âge à une altitude d’environ 20 mètres  sur le fond de la large vallée de la Deûle aux dimensions disproportionnées par rapport à son faible débit.
La vallée ancienne (niveau de la mer) est recouverte sur une épaisseur de 20 mètres d’alluvions anciennes   et de dépôts loessiques.
Les versants en pentes très douces rejoignent des reliefs  culminant à 40 mètres, le dôme du Mélantois au sud et faibles reliefs du Weppes à l’ouest et du Baroeul au nord-est.
La ville se situe sur un axe de traversée de la vallée dans un lacis de zones humides, les « riez », ponctuées de zones limoneuses un peu plus hautes. Cet axe de traversée entre une avancée du dôme du Mélantois dans le quartier Saint-Sauveur et les dépôts loessiques légèrement surélevés du Vieux Lille correspond aux voies urbaines primitives, rue Pierre-Mauroy (anciennement rue de Paris)-rue Grande-Chaussée-rue de la Monnaie, parallèlement rue de Tournai-rue de la Quenette-rue des Arts.

## Histoire

### Origine
La Deûle se divisait en 2 bras en aval de la  planche à Quesnoy, confluent situé à l'emplacement du quai de l'Ouest au bord de l'actuelle gare d'eau entre le canal de la Haute-Deûle et le port de Lille, au sud du quartier des Bois-blancs.
- Le plus important, le Fourchon qui s'écoulait à Esquermes sous le nom d'Arbonnoise, à Wazemmes entre les actuels boulevard Vauban et rue Nationale en passant par la mythique fontaine del Saulx. Ce bras fut canalisé au XIIe siècle.
- Un deuxième moins important, le Bucquet dérivait de la Haute Deûle au pont de Canteleu passait à l’emplacement de la partie nord de la Citadelle et rejoignait un bras principal à l'emplacement de l'angle de la rue d'Angleterre et de la rue Jean-Moulin dans le Vieux-Lille.

Ces bras se jetaient dans la Basse-Deûle, cours aval de la rivière qui enserrait l'ilot du Gard disparu lors du redressement du port fluvial dans la deuxième moitié du XVIIe siècle. Cet îlot, dont les actuels place et rue du Gard gardent le souvenir, était situé au nord de l'actuel conservatoire.
Les parcours originels de ces bras de la Deûle, de ses affluents et des premiers canaux intérieurs sont précisément connus partir du milieu XVIe siècle par  la carte de Jacob Van Deventer des années 1550, mais sont, au contraire, très incertains avant la fin du XIIIe siècle et font l'objet de diverses hypothèses.
- La carte de Lille vers l’an 1000 établie par Brun-Lavainne en 1842 est la plus proche de celle des canaux  connus à partir de la carte de Deventer du XVIe siècle avec deux bras de la Deûle à Lille, l’un correspondant aux canaux de la Baignerie, de Weppes, de la Monnaie dans le prolongement de la Haute Deûle, l’autre aux canaux des Boucheries et des Sœurs Noires  dans le prolongement du Fourchon. Le Becquerel se serait écoulé à l’emplacement du quartier Saint-Sauveur puis sur le parcours des canaux de la ville de Paris, des Ponts de Comines, de la rue de la Quenette  jusqu’à un confluent avec le Fourchon proche de l’actuelle place des Reigneaux. En aval de ce confluent, le Fourchon se serait prolongé à l'emplacement des futurs canaux des Sœurs Noires, du Moulin du château et de la Basse Deûle. Brun-Lavainne place le confluent du Bucquet avec la Haute Deûle sur le futur canal de Weppes (rue de Weppes) entre la rue des Trois Molettes et la rue Esquermoise.

- Nicolas Dessaux estime que le cours Becquerel se prolongeait à l’emplacement du futur canal des Poissonceaux (qui ne figure pas sur la carte de Brun-Lavainne) jusqu’au cours originel de la Deûle correspondant à celui des canaux de l’Arc, de Weppes et de la Monnaie. Le Buquet était parallèle aux  actuelles rues Jean-Moulin et des Trois Mollettes et se jetait dans le fossé de l’enceinte du castrum. Cette partie du fossé devient un canal souterrain qui forme la limite entre la paroisse Saint-Pierre et la paroisse Sainte-Catherine. Par ailleurs, le cours originel de la Basse Deûle aurait formé  un arc de cercle au nord-est du castrum (bras au nord de l'îlot du Gard représenté sur la carte de Deventer), le port de la Basse Deûle ayant été creusé à la suite de la canalisation de 1242 entre Lille et Delémont [a].

- Pour Jean-Denis Clabaut, au contraire, les canaux entre le castrum et la motte castrale (canaux de l'Arc, de Weppes et de la Monnaie) seraient un aménagement artificiel. Le cours du canal des Poissonceaux aurait été celui de l’aval du Bucquet jusqu’à son confluent avec la Haute Deûle entre la Grand-Place et la place Rihour[b].

- La carte synthétique de Laurent Deschodt du site de Lille et de ses premiers lieux de peuplement représente la ville dans une zone humide  où émergent deux îlots, celui du forum entre la grande place, la motte castrale et l’îlot Rihour. Un bras de la Deûle serait passé à l'ouest de la Motte Castrale entre l'actuelle rue Basse et l'ancien canal du Cirque. Le canal de la Monnaie à l'est de cette motte serait donc une création artificielle destinée à alimenter les moulins ainsi que l'estime Jean-Denis Clabaut et également  Georges Declercq dans un article sur les origines urbaine de Lille[1]. Le Fourchon et la Haute Deûle en amont de la ville (Wazemmes) y sont confondus dans un couloir alluvial sans représentation distincte. La suite de canaux longeant le castrum, cours originel ou creusement artificiel, figure en hachures, le cours principal s’étendant entre la Grand’ Place et la rue des Ponts-de-Comines. Le Bucquet est représenté distinctement.

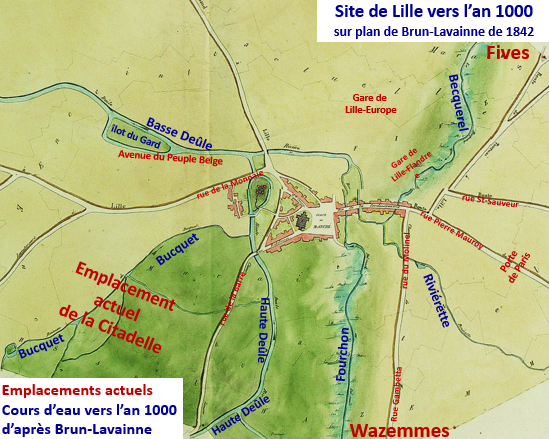
Lille vers l’an 1000 par Brun-Lavainne
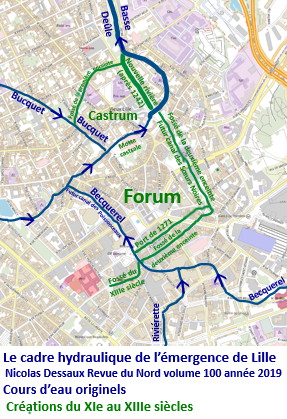
Cours d'eau originels à Lille d'après Nicolas Dessaux
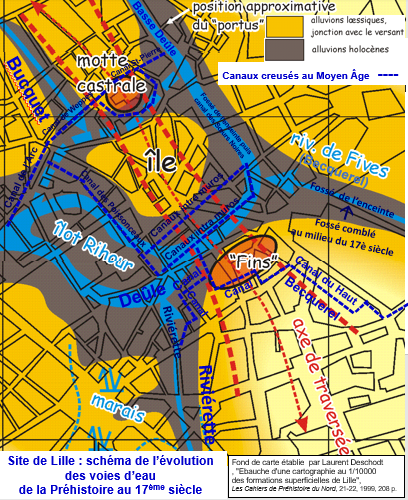
Site de Lille, schéma de l'évolution des cours d'eau de la Préhistoire au début du 17è siècle

### La Deûle et les enceintes de Lille
Après l’an 1000, la Deûle et ses deux affluents se déversent dans les fossés des enceintes successives, la première autour du castrum datant probablement du XIe siècle puis celles créées lors des agrandissements successifs de la ville jusqu'à celui de 1670.
Ces fossés, la cunette, alimentaient eux-mêmes les canaux intérieurs. Cette ceinture aquatique continue (dont le plan Deventer levé vers 1550  exagère la largeur) rend difficile l'identification des parcours originels de la Deûle à l'emplacement de l'actuel centre historique avant l'émergence de la ville au XIe siècle.
Les fouilles archéologiques effectuées en 1990 place Rihour montrent une enceinte du Moyen-Âge du début du XIVe siècle constituée d'une levée de terre de 16 à 20 mètres de large sur une hauteur de 6 à 8 mètres surmonté d'un mur longée par un fossé alimenté par une dérivation de la Deûle. Ce rempart aurait créé une retenue d'eau en amont de la ville ce qui a permis le développement économique de l'agglomération primitive auparavant soumise aux crues. Cette constatation confirme les conclusions de fouilles réalisées en 1988 sous la Grand'Place ayant révélé les inondations périodiques jusqu'à cette époque d'où l'impossibilité d'un marché permanent à cet emplacement. 
Les fossés sont élargis au cours du XIVe siècle avec création en leur milieu de quatre éminences émergées, les « dodanes » ayant donné son nom à l'actuel parc des dondaines, afin de régulariser le débit des eaux au confluent avec les rivières alimentant le fossé.

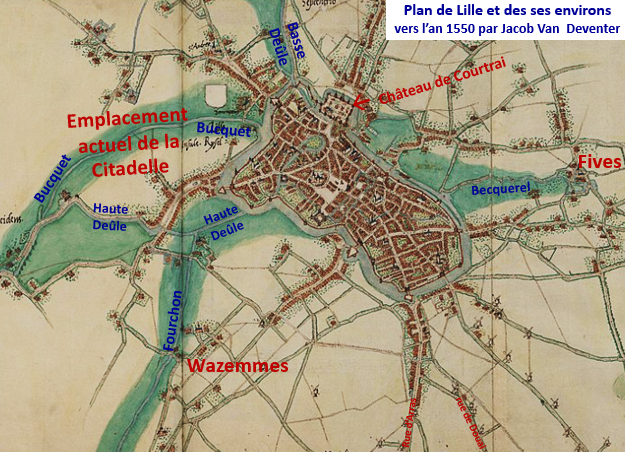
Lille vers 1550 sur plan Deventer

De 1751, année de l'ouverture du canal de la Citadelle ou canal de la Moyenne Deûle à 1860, date de l'extension de l'enceinte de 1670 au sud de Wazemmes, Esquermes et Moulins-Lille, les entrées de la Deûle dans la ville par des portes d'eau percées dans le rempart, précisément représentées par un plan figurant dans l'histoire de Lille et de la Flandre flamande de Victor Derode de 1848 étaient les suivantes ;
- la « grille du Haut » près de la porte de la Barre qui détournait la plus grande partie du courant de la Haute Deûle vers le rivage du Haut (port du Wault) et en aval le canal de l'Esplanade se prolongeant au nord le long des fortifications jusqu'à la Basse Deûle à proximité de la porte Saint-André. La Deûle alimentait également à ce point, les fossés de la Citadelle par le fossé de la porte de la Barre.
- la « grille Sainte-Catherine » proche de la précédente, à l'emplacement actuel de l'angle de la rue du Quai et de la rue de la Baignerie, qui alimentait le canal de l'Arc et en aval le canal de Weppes et le canal Saint-Pierre.
- la « grille des Jésuites » alimentant le canal des Jésuites et un ensemble de canaux en aval.
- la « grille des Hibernois » alimentée par le canal des stations  donnant accès au canal des Hibernois par un aqueduc passant sur la cunette, le canal des stations étant une dérivation de l'Arbonnoise à Esquermes.

L'ouverture du canal Vauban en 1669 alimentant les fossés de la Citadelle tarit le Fourchon et celle du canal de la Moyenne Deûle en 1750 détourne une grande partie des eaux vers l'ouest. Ces créations diminuent le volume d'eau des fossés des remparts au nord-ouest, de la grille de la Baignerie à la grille des Hibernois ce qui supprime le nettoyage périodique des canaux par effet de chasse. Faute de courant, l'eau devient stagnante ce qui rend insalubres ces voies d'eau étroites.

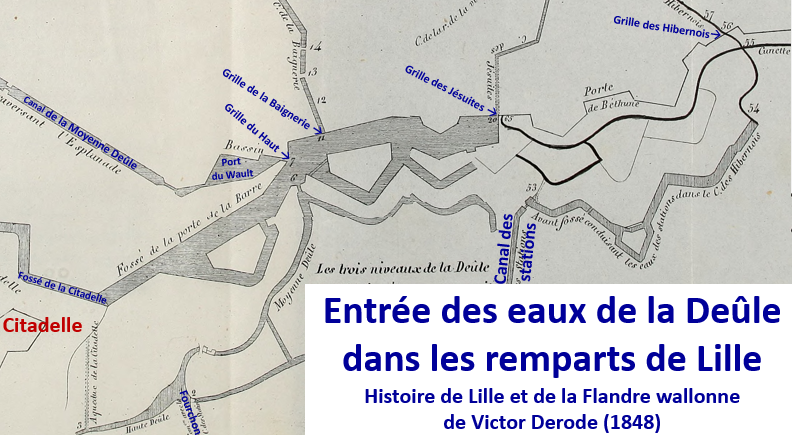
Entrée des eaux de la Deûle à Lille en 1848

Par ailleurs, les eaux du Becquerel pénétraient dans la ville par un aqueduc enjambant la cunette près de la porte de Tournai.
La cunette continue autour des remparts jusqu'à la  Citadelle, était un fossé relativement large au nord-ouest, plus étroit, mais en eau en continuité du périmètre, à l'est (autour du quartier Saint-Sauveur) et au nord-est (de la porte de Tournai à la porte d'Ypres). La cunette était alimentée au sud-ouest et à l'est, entre l'emplacement approximatif de la rue de la Piquerie et celui de la porte de Tournai, par le canal des Stations, au nord-est, de la porte de Tournai jusqu'à la Basse-Deûle près de la porte Saint-André, par le Becquerel.
Le canal des Vieux Hommes était alimenté par la cunette, antérieurement par un aqueduc ruiné et à l'origine par un petit ruisseau représenté par le plan Guichardin.
La Basse Deûle sortait des remparts par une porte d'eau où elle rejoignait, à gauche le canal de la Moyenne Deûle qui longeait les fortifications, à droite la cunette. Une deuxième porte d'eau est établie en 1825 en aval au franchissement de la partie extérieure des fortifications à suite de la modification du tracé de la Basse Deûle à cet emplacement.

### Disparition de la Deûle dans le Centre, à Wazemmes et à Esquermes
Les canaux à l'intérieur de l'enceinte de 1670 ont été comblés ou recouverts du milieu XIXe siècle aux années 1930.
Les fossés de l'enceinte et les voies d'eau créées par Vauban pour la zone d'inondation ont été comblés dans les années 1860. Le canal des Stations et  le canal Vauban ont disparu dans les années 1880, le Fourchon à Wazemmes vers 1910, les multiples bras de l'Arbonnoise, à Esquermes dans les années 1930, enfin dans le quartier des Bois Blancs au début des années 1950 lors de l'aménagement du port de Lille.
Cet effacement n'a laissé subsister que le canal de la Haute-Deûle et la Moyenne-Deûle.

### Évolution de la navigation  et des ports
Le transport fluvial sur la Deûle ne serait pas antérieur à sa canalisation au cours du XIIIe siècle en deux parties distinctes de part et d’autre de la ville.
- En aval, la Basse Deûle est acquise en 1242 par l’échevinage qui fait construire trois rabats (écluses) entre Lille et Deûlémont. Le port de la Basse Deûle daterait de cette époque et résulterait d'un creusement artificiel.
- En amont la Haute Deûle également acquise par la ville par accord entre le châtelain de Lille Jean III et l’échevinage, est canalisée en 1271 de la Bassée à Haubourdin et du bois du Plouich (Phalempin) à la Deûle (Lille) . Le  Comte Gui accepte  la création d’un rivage (port) de 30 pieds de largeur entre Rihour et le pont de Fins (emplacement de l’angle des actuelles rues Pierre-Mauroy et Saint-Nicolas)[4]. Ce port s’envase, est remis en état en 1343 mais devient inutilisable dès le Moyen-Âge[5]. Les marchandises arrivant de l’amont étaient débarquées et transportées par voie de terre jusqu'au port de la Basse Deûle.

À partir de 1370, le rivage du Wault, partie des fossés de l’enceinte étendue à cette date au sud du castrum pour englober le faubourg de Weppes (paroisse Sainte-Catherine) devient le port amont principal d'où le transport était effectué jusqu’au port de la Basse-Deûle par la rue de la Barre et la rue Basse.

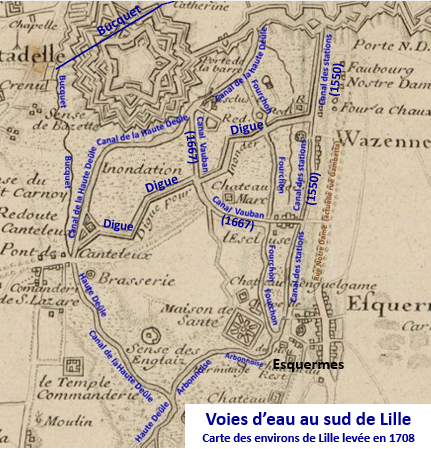
Voies d'eau au sud de Lille en 1708

Le canal de la Haute Deûle est réaménagé par Vauban dans les années suivant la conquête de la ville par Louis XIV en 1667 avec d'importants travaux connexes, notamment ;
- la construction d'une digue d'inondation pour créer une zone d'inondation au sud-ouest de la Citadelle pour protéger la ville en cas de siège ;
- le détournement et la mise en souterrain du Bucquet sous la Citadelle et dans les nouveaux quartiers créés à cette époque ;
- le creusement du canal Vauban ce qui entraine le tarissement partiel du Fourchon réduit à un ruisseau traversant Wazemmes ;
- l'intégration du port du Wault à l'intérieur de la nouvelle enceinte.

Le canal de la Haute Deûle détournant les eaux de la Scarpe est ouvert en 1692 sur un projet de Vauban. Son cours correspond approximativement à celui du bras de Canteleu de la Haute Deûle (tronçon subsistant du canal à gabarit Freycinet après la création du port de Lille) dans le quartier des Bois Blancs. Ce canal rejoignait le Fourchon derrière l’actuel jardin Vauban, approximativement à la jonction du boulevard Vauban et de la rue Desmazières et pénétrait dans le port du Wault à l'intérieur de la ville.
En 1751, le canal de la Moyenne Deûle, dénommé également Canal de l'Esplanade,  est creusé presque à l'emplacement d'une ancienne « rigole » reliant autrefois le quai du Wault à l'ancien ruisseau du Bucquet  et aux fortifications de la porte d'Ypres, détournant une grande partie de la rivière hors de la ville. Le canal reliait le quai du Wault (dit Haut Rivage) à la Basse Deûle (dite Bas Rivage) en longeant l'esplanade puis le nord de l'enceinte de Vauban à l'intérieur de la zone fortifiée en passant à proximité de la porte d'Ypres  jusqu'à la porte d'eau, sortie de la Basse Deûle des fortifications, à l'emplacement entre l'avenue du Peuple belge et l'avenue Winston Churchill .
Ce canal supprime la rupture de charge entre la Haute Deûle et la Basse Deûle.
Le cours du canal de la Haute-Deûle à son entrée dans la ville du Grand tournant à l’écluse de la Barre est modifié en 1866 pour longer la Citadelle directement sans passer par le port du Wault qui devient une impasse.
Le port Vauban succède vers 1870 au port du Wault dont l'activité décline et disparait lors de la fermeture de son accès avec la Moyenne-Deûle vers 1960.
Le canal de la Deûle est mis au gabarit Freycinet et le parcours de la Moyenne Deûle le long des fortifications est abandonné en 1881 pour un tracé direct plus au nord rejoignant la Basse Deûle à la limite communale de Lille, La Madeleine et Saint-André, le nouveau confluent se situant au pont Sainte-Hélène et non plus en aval de la porte d'eau (passage de la Basse Deûle dans le rempart).
Le développement du port Vauban sur lequel une deuxième darse est créée en 1880 marginalise le port de la Basse Deûle dont le bassin est comblé dans les années 1930 jusqu'en 1953.
La montée en puissance du port fluvial de Lille à partir des années 1950 entraine la fermeture en 1983 du port Vauban. Des immeubles de bureaux et de logements sont construits à son emplacement.

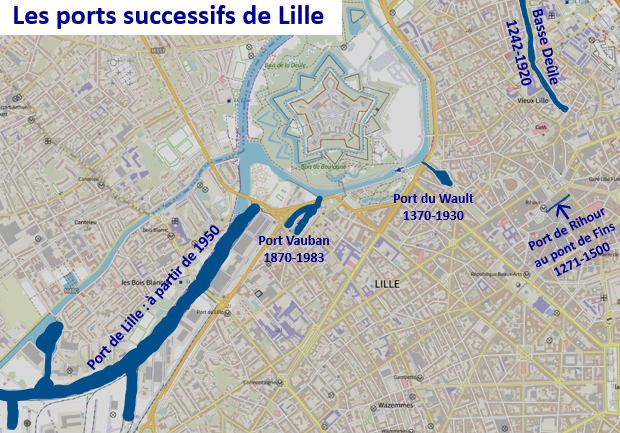
Ports successifs de Lille
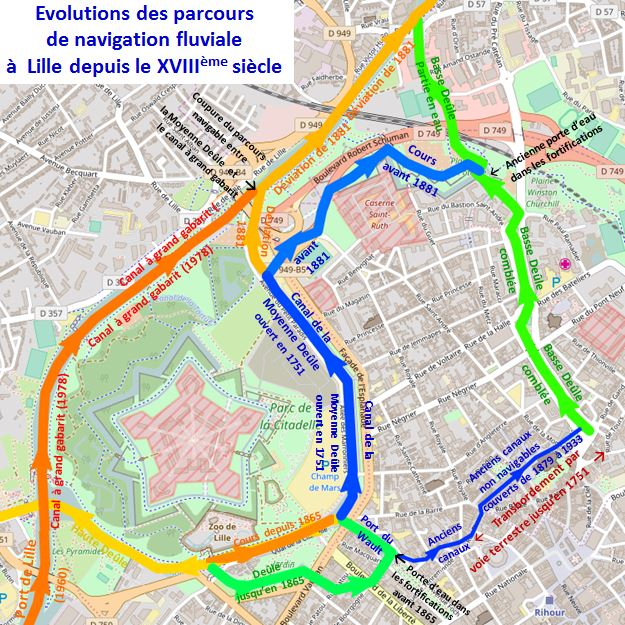
Évolutions des parcours de navigation fluviale à Lille

## La Deûle au Lille auXXIesiècle
La Deûle à  Lille comprend les éléments suivants formant un grand 8 délimitant deux îles autour du quartier des Bois blancs en amont, de la Citadelle en aval.
- le port de Lille construit à partir de 1948 sur l’ancienne zone non aedificandi à l’ouest de l’enceinte fortifiée déclassée en 1919 au débouché du canal de la Haute Deûle mis au grand gabarit de 3000 tonnes. Cet aménagement a entrainé le comblement des derniers bras de l’Arbonnoise subsistant dans le quartier des Bois blancs après la disparition de cette rivière à Esquermes vers 1930 et la destruction du Château de la Haye d'Esquermes.
- le prolongement du canal  à grand gabarit en 1978 en aval du port jusqu’à la Lys. La liaison à grand gabarit reliant le port de Lille au confluent avec le canal de la Moyenne Deûle sur le tracé de 1882  passe à l’ouest de la Citadelle à la lisière de la ville de Lambersart. Cette liaison a nécessité la construction de l'écluse du Grand-Carré qui comprend un sas, un barrage souterrain automatisé, un bras de décharge et deux aqueducs autorisant l'éclusier à contrôler la hauteur d'eau à 5 cm près[7]. Ce dernier gère aussi le barrage, avec l'assistance d'un système automatique de surveillance fonctionnant 24h/24 et 7j/7[7]. Selon VNF dans cette écluse ce sont de 10 000 à 11 000 péniches et bateaux de commerce qui y transitent, avec leurs chargements de conteneurs, produits alimentaires, agricoles et de construction, produits et déchets métallurgiques, hydrocarbures, etc. Plus de 400 bateaux de plaisance privés ou professionnels l'empruntent aussi. Depuis juin 2004, grâce à la mise au grand gabarit de la partie aval de la Deûle, elle accueille des navires pesant jusqu'à 1 350 tonnes (contre 800 tonnes auparavant)[7]. En 2006, une déclaration d'utilité publique permet de lancer les travaux permettant le passage d'engins de 3 000 tonnes[7]. En aval de l'écluse et du déversoir, un large radier de béton empêche les remous de dégrader le fond. Les berges sont en palplanches d'acier.
- le canal de la Moyenne Deûle devenu une impasse pour la navigation depuis la fermeture de sa jonction avec le canal de la Basse Deûle à la suite de sa mise à grand gabarit.
- le tronçon subsistant de l'ancien canal à gabarit Freycinet à l’ouest du quartier des Bois Blancs. Ce canal qui rejoint la Haute Deûle au sud du port et le canal de la Moyenne Deûle au grand tournant n'est plus utilisé par la navigation commerciale.

La  diminution de la pollution depuis le départ à la fin du XXe siècle de la plupart des industries installées sur les rives et les travaux d’assainissement a rendu ses berges plus attrayantes.
La Deûle est le lien de plusieurs aménagements réalisés, en cours ou en projet et de propositions.
- Le parc de la Citadelle de 60 hectares rénové à partir de 2003
- Le parc des berges de 9 hectares faisant le lien entre la Citadelle et la Haute Deûle
- L’écoquartier des Rives de la Haute-Deûle associé au pôle EuraTechnologies.
- Les sites Max Dormoy  et Boschetti-Silo, projet du concours Europan 14, associant la nature, le logement, la culture, le social et la fonction économique.
- Le projet de rétablissement de la liaison de la Basse Deûle avec la Moyenne Deûle qui permettrait la navigation sur ce canal et l'activation du tourisme fluvial sur le grand 8.
- La renaturation du bras de la Basse Deûle avec projet de remise en eau de l’avenue du peuple belge, porté, notamment, par l’association Renaissance du Lille Ancien.
- La Deûle est longée par des voies vertes  au bord de la liaison à grand gabarit derrière la Citadelle dans le prolongement du réseau continu de voies vertes vers la Lys. Le parcours en site protégé se prolonge sur une courte distance au nord du quartier des Bois Blancs et s’interrompt au pont de Canteleu. Il rejoint ensuite, par un itinéraire routier partagé avec les véhicules à moteur, une autre voie verte au bord de la Haute-Deûle en amont de Lille en direction de Lens. Cet ensemble fait partie de la véloroute EuroVelo 5 en cours d’aménagement.